# Baie de la Christiane
Die Baie de la Christiane (französisch) ist eine Bucht an der Küste des ostantarktischen Adélielands. Sie liegt zwischen zwei Landspitzen im Norden des Kap Bienvenue. 
Der französische Polarforscher Paul-Émile Victor benannte sie nach der Cristiane, einem von zwei französischen Vermessungsschiffen, die im antarktischen Sommer 1961/1962 im Sturm in der benachbarten Baie des Épaves gesunken waren.